# Сербська православна церква
Се́рбська правосла́вна це́рква (сербохорв. Српска православна црква, Srpska pravoslavna crkva; також Правосла́вна це́рква Се́рбії) — автокефальна помісна православна церква в західнобалканських країнах колишньої Югославії (Боснії та Герцоговині, Косово, Республіці Словенії, Республіці Хорватії, Сербії, Чорногорії), яка посідає 6-е місце в диптиху автокефальних помісних церков. Використовує у своїй літургії візантійський обряд, сербську, церковослов'янську мови та юліанський календар, вона є частиною Східного християнства.
Більшість населення Сербії, Чорногорії та Республіки Сербської Боснії та Герцеговини є членами Сербської православної церкви. Вона поділена на митрополії та єпархії, розташовані переважно в Сербії, Боснії та Герцеговині, Чорногорії та Хорватії. Багато інших громад знаходяться в сербській діаспорі. Управляється патріархом Сербським, Священним Синодом і Церковно-народним собором. Офіційний титул предстоятеля церкви: Архиєпископ Печський, Митрополит Белґрадсько-Карловацький, Патріарх Сербський. Сербський патріарх є першим серед рівних у своїй церкві. Нинішній патріарх — Порфирій, інтронований 19 лютого 2021 року.
Церква отримала автокефальний статус у 1219 році під керівництвом святого Сави, ставши незалежною Архиєпископією Жича. Її статус був підвищений до статусу патріархату в 1346 році, а згодом був відомий як Пецький Патріархат. Цей патріархат був ліквідований турками-османами в 1766 р., хоча кілька регіональних відділів Сербської православної церкви продовжували існувати, найвидатнішим серед яких була Карловацька митрополія в Габсбурзькій монархії до складо якої також входила Буковинська єпархія, яка стала де-факто автокефальною Буковинсько-Далматинською митрополією. Після відновлення державности, у Сербському князівстстві церковна автономія була відновлена в 1831 р., а автокефалія в 1879 р. Сучасна Сербська православна церква була відновлена в 1920 р. після об'єднання де-факто автокефальних Карловцького патріархату, Белґрадської митрополії та Чорногорської митрополії.

## Історія

### Раннє християнство
Християнство почало поширюватися по всій південно-східній Європі протягом I століття. Ранні мученики Флор і Лавр з II століття, які були вбиті разом з іншими 300 християнами в Ульпіані поблизу сучасного Ліпляна, шануються як християнські святі. Також єпископ Іріней Сірмійський був замучений у 304 році. Імператор Костянтин Великий (306—337), який народився в Найсусі (сучасний Ниш у Сербії), був першим християнським правителем Римської імперії. Кілька місцевих єпископів, що сиділи в нинішній Сербії, стали відомими протягом IV століття, такі як Герміній Сірмійський, Урсацій Сингідунумський та Секундіан Сингідунумський (сучасний Белґрад), тоді як декілька Соборів проходили в Сірміумії.
У 395 р. імперія була розділена, а її східна половина пізніше стала називатися Візантійською імперією. У 535 році імператор Юстиніан I створив архиєпископство Юстініани Прими, центром якого було місто народження імператора Юстініана Прима, недалеко від сучасного Лебане в Сербії. Архиєпископство мало церковну юрисдикцію над усіма провінціями Дакійської єпархії. На початку VII століття візантійські провінційні та церковні порядки в регіоні були знищені вторгненням аварів та слов'ян. У 731 році імператор Лев III передав весь Іллірік під юрисдикцію Вселенського патріархату Константинополя, тим самим підтвердивши свою прихильність до східного християнства.

### Християнізація сербів
Історія ранньосередньовічного Сербського князівства зафіксована у праці De Administrando Imperio (DAI), складеній візантійським імператором Костянтином VII Багрянородним. DAI черпав інформацію про сербів, зокрема, із сербського джерела. Казали, що серби отримали захист імператора Іраклія (610—641 рр.), а Багрянородний наголосив, що серби завжди перебували під імператорською владою. У De Administrando Imperio сказано, що центр, звідки серби прийняли хрещення, був позначений як Рим. Його розповідь про першу християнізацію сербів можна датувати 632—638 роками. Ймовірно, вона охоплювала обмежену групу вождів, з меншим сприйняттям широкими верствами племені.

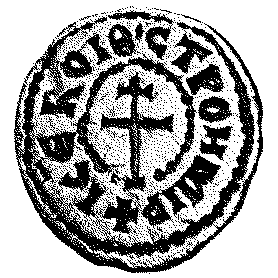
Печатка сербського князя Строймира (з кінця IX століття), один з найдавніших артефактів про християнізацію сербів

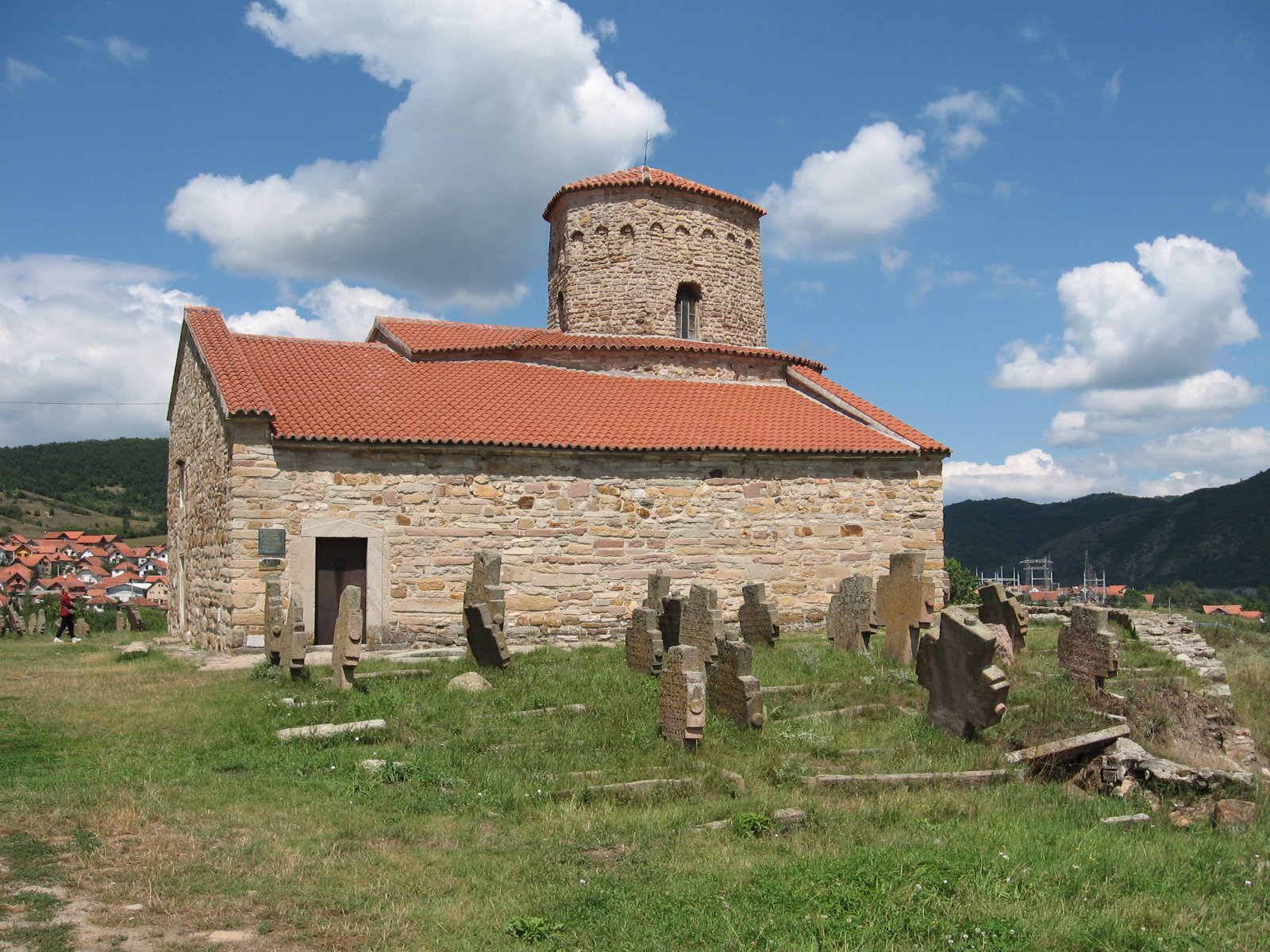
Церква святих апостолів Петра і Павла (IX століття), поблизу Старий-Рас (пам'ятка ЮНЕСКО)

Встановлення християнства як державної релігії відноситься до часів князя Мутімира (851—891 рр.) та візантійського імператора Василія I (867—886 рр.). Християнізація була частково зумовлена візантійським та подальшим болгарським впливом. Принаймні, під час правління князя Коцеля (861—874 рр.) у Паннонії, комунікації між Сербією та Великою Моравією, де Методій був активним, могли бути можливими. Папа, мабуть, знав про це, плануючи єпархію Методія та узбережжя Далмації, яке було у візантійських руках аж на північ до Спліта. Деякі кирилометодіївські учні, можливо, досягли Сербії у 870-х роках, можливо, їх прислав сам Методій. Сербія вважалася християнською приблизно з 870 року.
Перше сербське єпископство було засноване в Рас, недалеко від сучасного Нового Пазару на річці Ібар. На думку Власто, початкова приналежність невизначена; воно могло перебувати у підпорядкуванні Спліта або Дураццо, як тоді, так і Візантії. Рання церква Рас може бути датована IX—X століттями, план ротонди характерний для перших придворних каплиць. Єпископство було створене незабаром після 871 р., під час правління Мутімира, і було частиною загального плану створення єпископств на слов'янських землях імперії, затвердженого Константинопольським собором у 879—880 рр. Імена сербських правителів через Мутімира (851—891 рр.) — це слов'янські дитематичні імена, за старослов'янською традицією.
З християнізацією в IX столітті християнські імена з'являються серед представників сербських династій (Петро, Стефан, Павле, Загаріє). Князь Петар Гойнікович (892—917 рр.), очевидно, був християнським правителем, і християнство, імовірно, поширювалося в його часи. Оскільки Сербія межувала з Болгарією, християнські впливи і, можливо, місіонери походили звідти, збільшуючись протягом двадцятирічного миру. Болгарська анексія Сербії в 924 р. мала важливе значення для подальшого спрямування сербської церкви. На той час, найпізніше, Сербія, ймовірно, уже отримала кириличний альфабет та слов'янський релігійний текст.

### Архиєпископія Охриди (1018—1219)

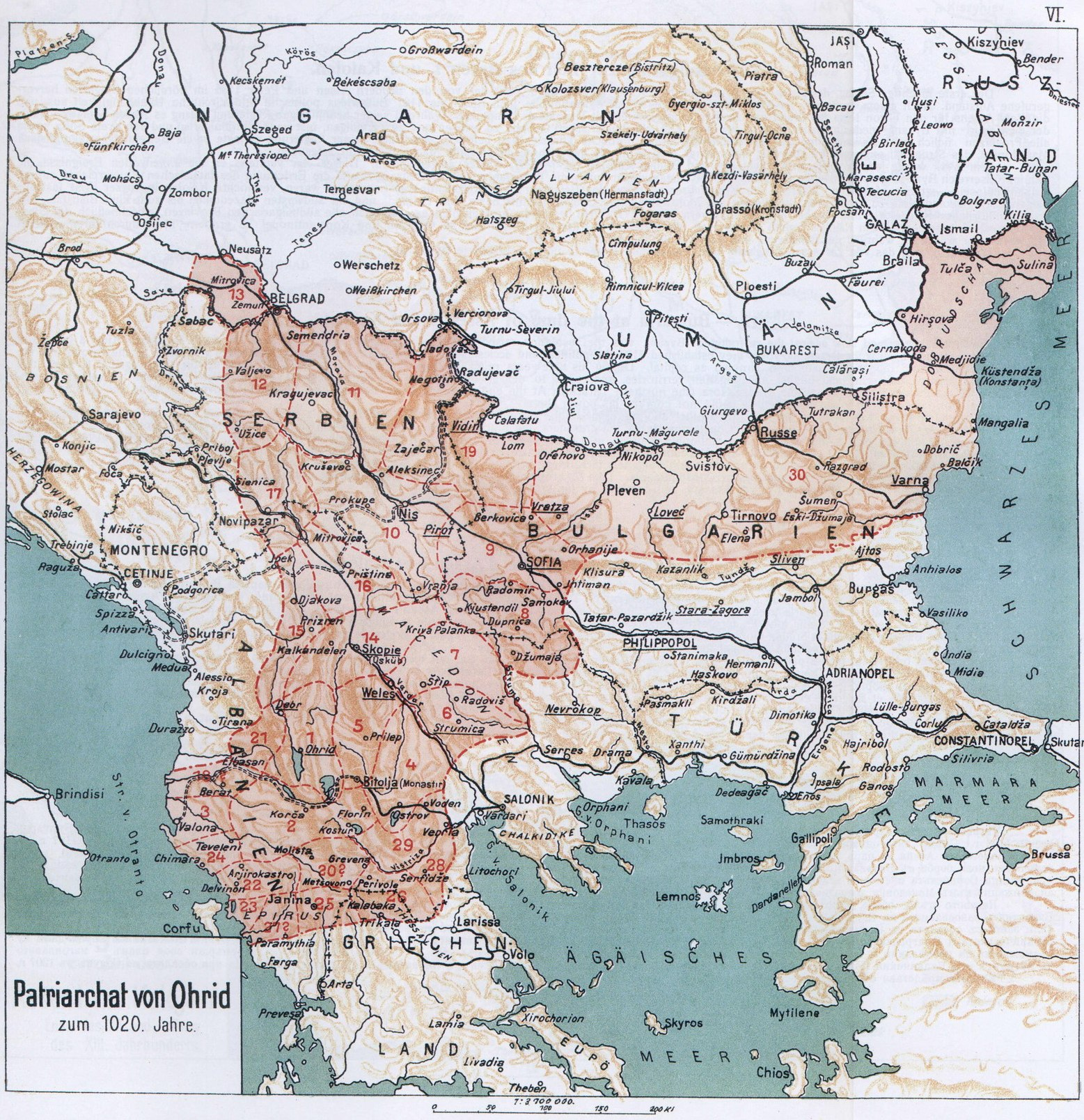
Карта із зображенням Архиєпископії Охриди приблизно в 1020 р.

Часоплин, що показує основні автокефальні східні православні церкви, з точки зору Східної православної церкви, до 2021 року

Після остаточного візантійського підкорення болгарської держави в 1018 р. Василій II, щоб підкреслити візантійську перемогу, заснував Архиєпископство Охриди, понизивши болгарський патріархат до рангу архиєпископства. Архиєпископство було автокефальною церквою, відокремленою від Вселенського патріархату Константинополя. Однак, хоча архиєпископство було абсолютно незалежним у будь-якому іншому аспекті, його предстоятель був обраний імператором із списку з трьох кандидатів, поданих місцевим церковним синодом. У трьох сигіліях, виданих в 1020 році, Василій II дав великі привілеї новому престолу. Сербія була церковно керована кількома єпископатами: єпископство Рас, згадане в першій грамоті Василія II (р. 976—1025), стало частиною архиєпископства Охриди і охопило центральні райони Сербії, річки Рашка, Ібар і Лім, про що свідчить друга хартія Василія II. У хартії Василія ІІ, датованій 1020 р., згадується Расський єпископат з центром у церкві святих апостолів Петра і Павла, Рас.
«Маріїнське Євангеліє» X або XI століття, написана староцерковнослов'янською мовою глаголицею, є одним із найдавніших відомих слов'янських рукописів. Частково вона була написана в сербській редакції староцерковнослов'янської мови. Серед інших ранніх рукописів — «Grškovićev odlomak Apostola» та «Mihanovićev odlomak» XI століття.

### Автокефальне архиєпископство (1219—1346)
Сербський принц Растко Неманіч, син великого жупана Рашки — Стефана Неманя, прийняв чернечі постриги на Атосі як Сава (Саббас) в 1192 році. Через три роки до нього приєднався батько, прийнявши чернечі постриги як Симеон. Батько і син попросили Священну громаду заснувати сербський релігійний центр на занедбаному місці Хіландара, який вони відремонтували. Це поклало початок сербського ренесансу (у мистецтві, літературі та релігії). Батько Сави помер у Хіландарі в 1199 році і був канонізований як святий Симеон. Святий Сава пробув кілька років, піднявшись у званні, а потім повернувся до Сербії в 1207 р., забравши із собою останки свого батька, якого він похоронив у монастирі Студениця, після примирення своїх двох посварених братів — Стефана Неманича та Вукана. Стефан попросив його залишитися в Сербії зі своїми священнослужителями, що він і зробив, надаючи широкий душпастирський догляд та освіту людям. Святий Сава заснував кілька церков та монастирів, серед них монастир Жича. У 1217 році Стефана було проголошено першим королем Сербії та розпочато різні питання про перебудову церкви.
Святий Сава повернувся на Святу Гору в 1217/18 році, готуючись до утворення автокефальної Сербської церкви. Він був освячений в 1219 році як перший архиєпископ Сербської церкви, і йому була надана автокефалія від Патріарха Константинопольського Мануїла I, який тоді перебував у вигнанні в Нікеї. Того ж року святий Сава видав «Zakonopravilo» («Номоканон святого Сави»). Таким чином серби отримали обидві форми незалежности: політичну та релігійну. Після цього в Сербії Сава залишився у Студениці і продовжував навчати сербський народ у його вірі. Пізніше він закликав до ради, яка оголосила поза законом богомілів, яких він вважав єретиками. Сава призначив кількох єпископів, розіславши їх по Сербії для організації своїх єпархій. Щоб зберегти репутацію релігійного та соціального лідера, він продовжував подорожувати серед монастирів та земель, щоб навчати людей. У 1221 році в монастирі Жича відбувся синод, в якому засудили богомильство.
У часи Святого Сави були створені:
- Жича, місце архиєпископа в монастирі Жича;
- Зецька єпархія, що знаходилась у монастирі Святого Архангела Михаїла в Превлаці поблизу Котора в Зеті;
- Гумська єпархія, що знаходилась у монастирі Пресвятої Богородиці в Стоні, у Захумлє;
- Дабарська єпархія, що знаходилась у монастирі Святого Миколая в Дабарі;
- Моравицька єпархія, що знаходилась у монастирі Святого Ахілія в жупані Моравіця;
- Будимлянська єпархія, що знаходилась у монастирі Святого Георгія в Будимлі;
- Топлицька єпархія, що знаходилась у монастирі Святого Миколая в Топличі;
- Хвостанська єпархія, що знаходилась у монастирі Пресвятої Богородиці в регіоні Хвосно (північна Метохія).

Старіші єпархії, що були під юрисдикцією сербського архиєпископа:
- Раська єпархія, що знаходилась у церкві святих апостолів Петра і Павла поблизу Старий-Рас в районі Рашка;
- Ліплянська єпархія, що знаходилась у Ліпляні, Косово[a];
- Призренська єпархія, що була розташована в Призрені на півдні регіону Метохія.

У 1229/33 році святий Сава відправився на паломництво до Палестини і в Єрусалимі зустрівся з патріархом Атанасієм II. Святий Сава бачив Битлеєм, де народився Ісус, річку Йордан, де був хрещений Христос, і Велику лавру святого Сабви Освяченого (монастир Мар Саба). Сава попросив Атанасія II, свого господаря, і братство Великої Лаври на чолі з ігуменом Ніколасом, чи зможе він придбати два монастирі у Святій Землі. Його прохання було прийнято, і йому запропонували монастирі святого Івана Богослова на горі Сіон і монастир Святого Георгія в Аконі, обидва для проживання сербських ченців. Ікона Троєручиця (Триручна Богородиця), подарунок Великій Лаврі від святого Івана Дамаскина, була передана Святому Саві, а той, у свою чергу, заповів її Хіландару.

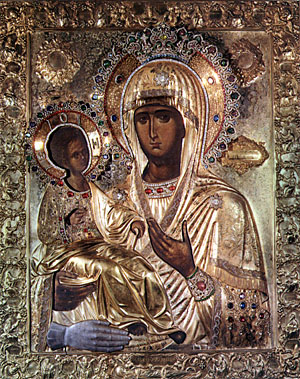
Trojeručica означає «Троєручна Богородиця», яка є найважливішою іконою в Сербській церкві та головною іконою Атосу

Святий Сава помер у Велико-Тирново, столиці Другої болгарської держави, під час правління Івана Асена II. Згідно з його біографією, він захворів після Божественної літургії у свято Богоявлення 12 січня 1235 року. Святий Сава відвідував Велико Тирново, повертаючись зі Святої Землі, де заснував госпіс для сирійських паломників в Єрусалимі та організував зустріч сербських ченців у створених там монастирях. Він помер від пневмонії в ніч між суботи та неділі, 14 січня 1235 р., і був похований у соборі святих сорока мучеників у Велико-Тирново, де його тіло знаходилося до 6 травня 1237 р., коли його священні кістки були перенесені в монастир Мілешева на півдні Сербії.
У 1253 році архиєпископ Арсеній переніс катедру в Пецький монастир. З тих пір сербські предстоятелі пересувалися між ними. Десь між 1276 і 1292 роками половці спалили монастир Жича, а шостий король Сербії — Стефан Мілутін (1282—1321) відремонтував його у 1292—1309 роках. У 1289—1290 рр. головні скарби зруйнованого монастиря, включаючи останки святого Євстатія І, були передані Печі. Під час правління того самого короля було оновлено також монастир Грачаниця, а за короля Стефана Уроша III (1321—1331) було побудовано монастир Дечани під наглядом архиєпископа Данила II.

### Пецький патріархат (1346—1463)

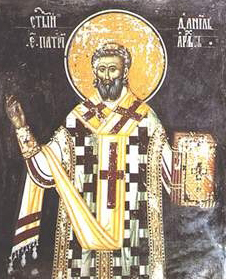
Сербський патріарх Данило III, фреска з Пецького патріаршого монастиря

Статус Сербської православної церкви зростав разом із розширенням та підвищенням престижу першого Сербського королівства. Після того, як король Стефан Душан прийняв імператорський титул царя, Сербська архиєпископія була відповідно підвищена до рангу Патріархату в 1346 році. У наступному столітті Сербська Церква досягла найбільшої могутности та престижу. У IX столітті сербське православне духовенство мало титул протосів на Атосі.
16 квітня 1346 р. (Великдень) Стефан Душан скликав велике зібрання в Скоп'є, в якому взяли участь сербський архиєпископ Йоанікія II, архиєпископ Микола І Охридський, патріарх Болгарії Симеон та різні релігійні лідери Атоса. Збори та священнослужителі домовились, а потім урочисто здійснили піднесення автокефального Сербського архиєпископства до статусу Патріархату. Відтепер архиєпископ носив титул Сербського патріарха, хоча в деяких документах його називали патріархом сербів та греків із сидінням у Пецькому патріаршому монастирі. Тепер новий патріарх Йоанікія II урочисто коронував Стефана Душана як «імператора та самодержця сербів та римлян». Статус Патріарха призвів до підняття єпископств до митрополій, як, наприклад, Скопська митрополія. Патріархат взяв на себе суверенітет на горі Атос і грецькі архиєпископства, що перебувають під юрисдикцією Вселенського патріархату Константинополя (Архиєпископство Охриди залишалося автокефальним), що призвело до відлучення Душана Вселенським патріархом Каллістом І у 1350 році.
У 1375 р. було досягнуто домовленості між Сербським патріархатом та Вселенським патріархатом. Косовська битва (1389 р.) та її наслідки мали тривалий вплив на середньовічну спадщину та пізніші традиції Сербської православної церкви. У 1455 р., коли османські турки завоювали патріарший центр у Печі, патріарх Арсеній II знайшов тимчасовий притулок у Смедерево, столиці останного сербського державного утворенням, яке пізніше увійшло до складу Османської імперії — Сербського деспотату.
Серед культурних, мистецьких та літературних спадщин, створених під егідою Сербської православної церкви в середньовічний період, були житія, відомі по-сербськи як žitije (vita), які були написані як біографії правителів, архиєпископів та святих з XII по XV століття.

### Відновлений Пецький патріархат (1557—1766)

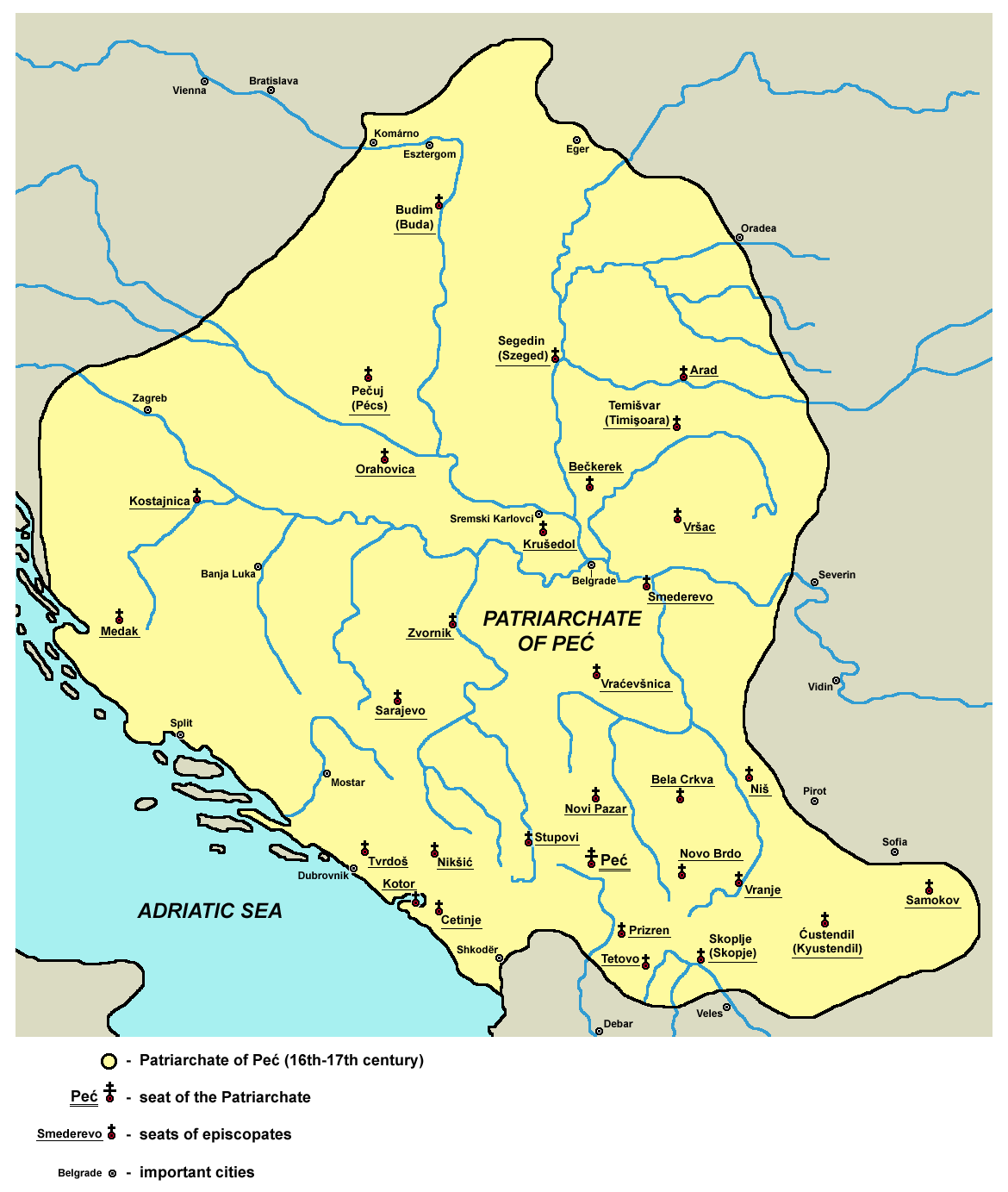
Пецький патріархат, (XVI—XVII століття)

Османська імперія остаточно завоювала Сербський деспотат в 1459 році, Боснійське королівство в 1463 році, Герцеговину в 1482 році і Чорногорію в 1499 році. Усі завойовані землі були розділені на санджаки. Хоча частина сербів прийняла іслам, більшість продовжували бути вірянами Сербської православної церкви. Сама церква продовжувала існувати протягом османського періоду, хоча і не без певних зривів. Після смерти сербського патріарха Арсенія II у 1463 році наступник не був обраний. Таким чином Патріархат був фактично ліквідований, а Сербська Церква перейшла під юрисдикцію Архиєпископства Охриди і, зрештою, Вселенського патріархату, який здійснював юрисдикцію над усіма православними Османської імперії за системою міллет.
Після кількох невдалих спроб, зроблених з 1530 до 1541 рр. митрополит Павло Смедеревський, щоб відновити автокефалію, захопивши Пецький престол і проголосивши себе не тільки Пецьким архиєпископом, але й Сербським патріархом, Сербський патріархат був відновлений в 1557 р. за підтримки султана Сулеймана I Пишного, завдяки посередництво Соколлу Мехмед-паші, який був сербом за походженням. Його двоюрідний брат, один із сербських православних єпископів Макарій Соколовіч, був обраний патріархом у Печі. Відновлення Патріархату мало велике значення для сербів, оскільки сприяло духовному об'єднанню всіх сербів Османської імперії. Пецький патріархат також включав деякі єпархії в західній Болгарії.

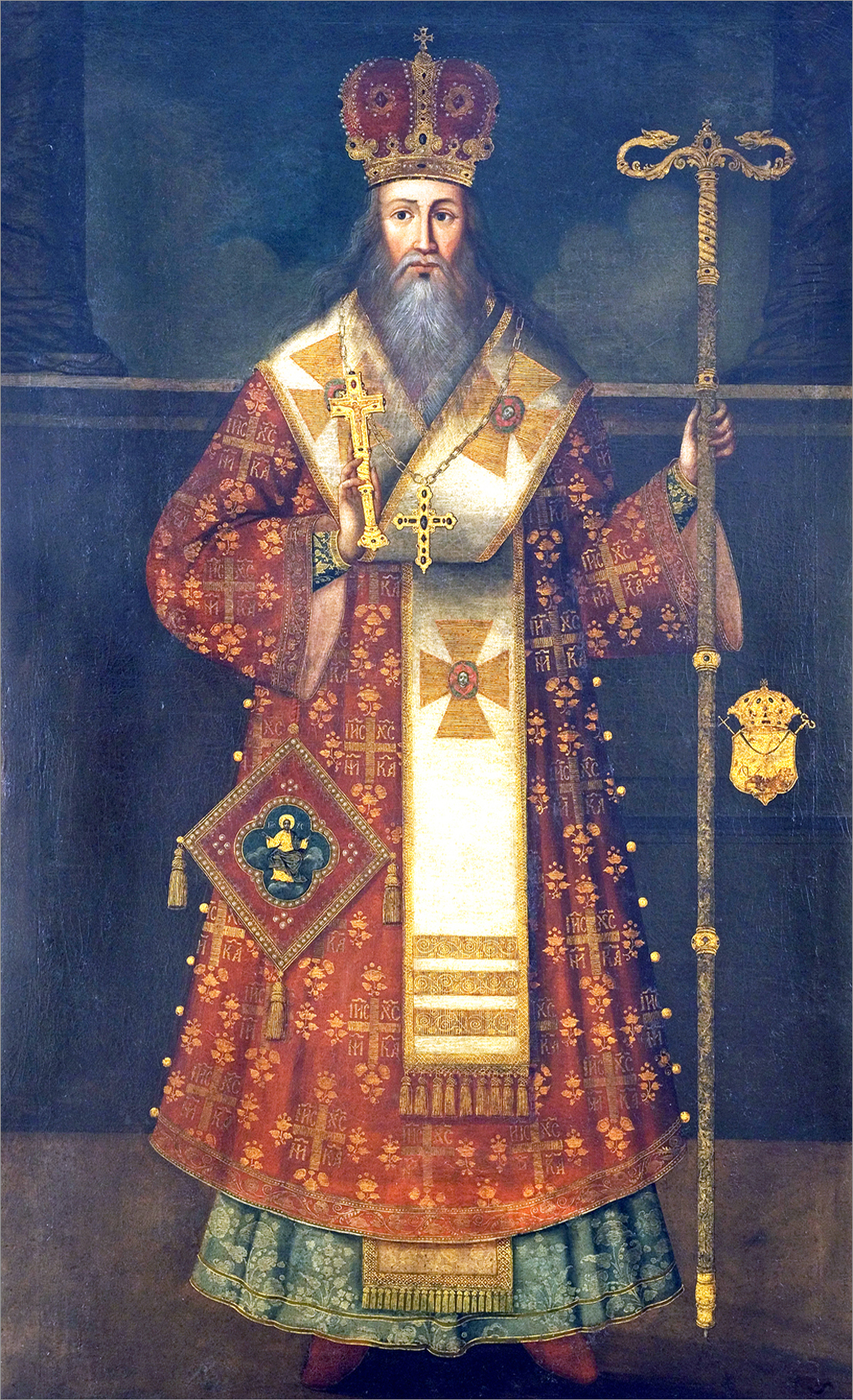
Сербський патріарх Арсеній IІІ, лідер великого переселення сербів 1690 року

За часів сербського патріарха Йована Кантула (1592—1614) турки-османи вивезли останки святого Сави з монастиря Мілєшева на пагорб Врачар в Белґраді, де їх спалив Синан-паша на колу, щоб залякати сербський народ у разі заколоту. Храм Святого Сави був побудований на місці, де спалили його останки.
Після сербських повстань проти турецьких окупантів, в яких церква мала провідну роль, османи знову скасували Патріархат в 1766 році. Церква знову повернулася під юрисдикцію Вселенського патріархату Константинополя. Цей період правління так званих «фанаріотів» був періодом великого духовного занепаду, оскільки грецькі єпископи не розуміли свою сербську паству.

### Церква в Габсбурзькій монархії

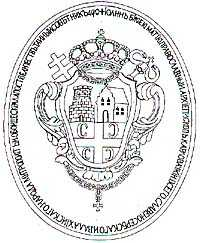
Відзнака Карловацької митрополії

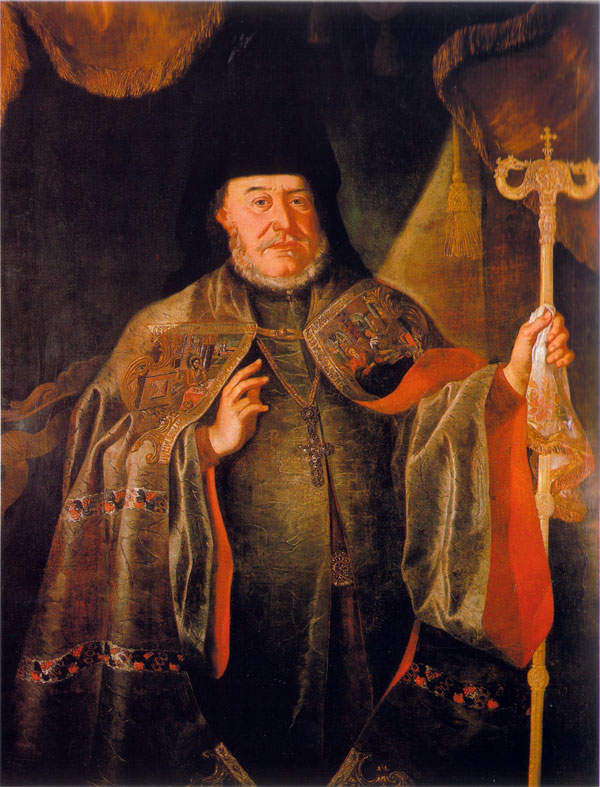
Сербський патріарх Арсеній IV, лідер великого переселення сербів 1737 року

У цей період на християн на Балканах чинився тиск з метою прийняти іслам, щоб уникнути суворих податків, введених турками в помсту за повстання та постійний опір. Успіх ісламізації був обмежений деякими областями, причому більшість сербського населення зберігала свою християнську віру, незважаючи на негативні наслідки. Щоб уникнути їх, численні серби мігрували зі своїми ієрархами до Габсбурзької монархії, де була надана їх автономія. У 1708 р. була створена автономна Сербська православна Карловацька митрополія, яка згодом стала патріархатом (1848—1920).
Під час правління Марії-Терезії (1740—1780) було проведено кілька зборів православних сербів, які направили свої клопотання до суду Габсбургів. У відповідь на це було видано кілька королівських актів, таких як Regulamentum privilegiorum (1770) і Regulamentum Illyricae Nationis (1777), обидва вони замінені Королівською деклараційною рескрипцією 1779 року, яка регулювала різні важливі питання, починаючи з процедури виборів сербських православних єпископів у монархії Габсбургів, до управління єпархіями, парафіями та монастирями. Закон залишався в силі, поки його не замінив «Королівський рескрипт», виданий 10 серпня 1868 року.

### Сучасність

Часоплин, що показує основні розколи Православної церкви Сербії з другої чверті XIX століття до 2022 року

Тісна асоціація церкви із сербським опором османському пануванню призвела до того, що Східне Православ'я стало нерозривно пов'язаним із сербською національною ідентичністю та новою сербською монархією, що виникла з 1815 року. Сербська православна церква в Сербському князівстві здобула свою автономію в 1831 році і була організована як Белґрадська митрополія, залишаючись під верховною церковною юрисдикцією Константинопольського Вселенського патріархату. Князівство Сербія отримало повну політичну незалежність від Османської імперії в 1878 році, і незабаром після цього були розпочаті переговори з Вселенським патріархатом, що призвело до канонічного визнання повної церковної незалежности (автокефалії) для Белґрадської митрополії в 1879 році.
У той же час сербські православні єпархії в Боснії і Герцеговині залишалися під верховною церковною юрисдикцією Константинопольського патріархату, але після австро-угорської окупації (1878) цих провінцій місцеві єпархії отримали внутрішню автономію, регульовану Конвенцією 1880 р., підписаною представниками австро-угорської влади та Константинопольського патріархату. У південних єпархіях, що залишилися під османською владою, сербські митрополити були призначені до кінця XIX століття.
На початку XX століття існувало кілька характерних сербських церковних провінцій, включаючи Карловацький патріархат у Габсбурзькій монархії, Белґрадську митрополію в Королівстві Сербія та Чорногорську митрополію в Князівстві Чорногорія.
Під час Першої світової війни (1914—1918) Сербська православна церква зазнала величезних жертв.

#### Возз'єднання

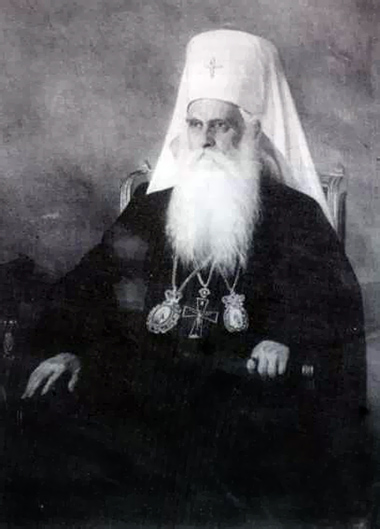
Сербський патріарх Димитрій (1920-1930), перший предстоятель возз'єднаної Православної церкви Сербії

Після визволення та політичного об'єднання, яке було досягнуто створенням Королівства сербів, хорватів та словенців (1918), усі східні православні серби були об'єднані під одну церковну владу, а всі сербські церковні провінції та єпархії були об'єднані в єдину православну церква в 1920 р. Першим предстоятелем об'єднаної церкви був сербський патріарх Димитрій (1920—1930). Церква отримала великий політичний та соціальний вплив у міжвоєнному Королівстві Югославія, і в цей час вона успішно провела кампанію проти намірів югославського уряду підписати конкордат зі Святим Престолом.
Об'єднана Сербська православна церква зберігала під своєю юрисдикцією Будську єпархію в Угорському королівстві. У 1921 році Сербська православна церква створила нову єпархію для Чехословаччини на чолі з єпископом Ґораздом Павликом. Тоді ж була реорганізована Сербська церква серед діаспори, створена єпархія для США та Канади. У 1931 р. була створена ще одна єпархія, яка називалася Мукачівсько-Прешівська єпархія для східних православних християн у Чехословаччині.
Під час Другої світової війни Сербська православна церква серйозно постраждала від переслідувань окупаційних держав та шаленого антисербського режиму Усташі Незалежної Держави Хорватії (НДХ), який прагнув створити Хорватську православну церкву, до якої православні серби змушені були приєднуватися. Багато сербів було вбито, вислано або змушено прийняти католицизм під час геноциду сербів; єпископи та священики Сербської православної церкви були особливо переслідувані, а багато православних церков були знищені. З 577 сербських православних священиків, ченців та інших релігійних сановників в НДХ між 214 і 217 людьми було вбито, а 334 вислано до окупованої Німеччиною Сербії. На території Боснії та Герцеговини 71 православний священик був убитий усташами, 10 — партизанами, 5 — німцями, а 45 загинули в перше десятиліття після закінчення Другої світової війни.

#### За комуністичної влади

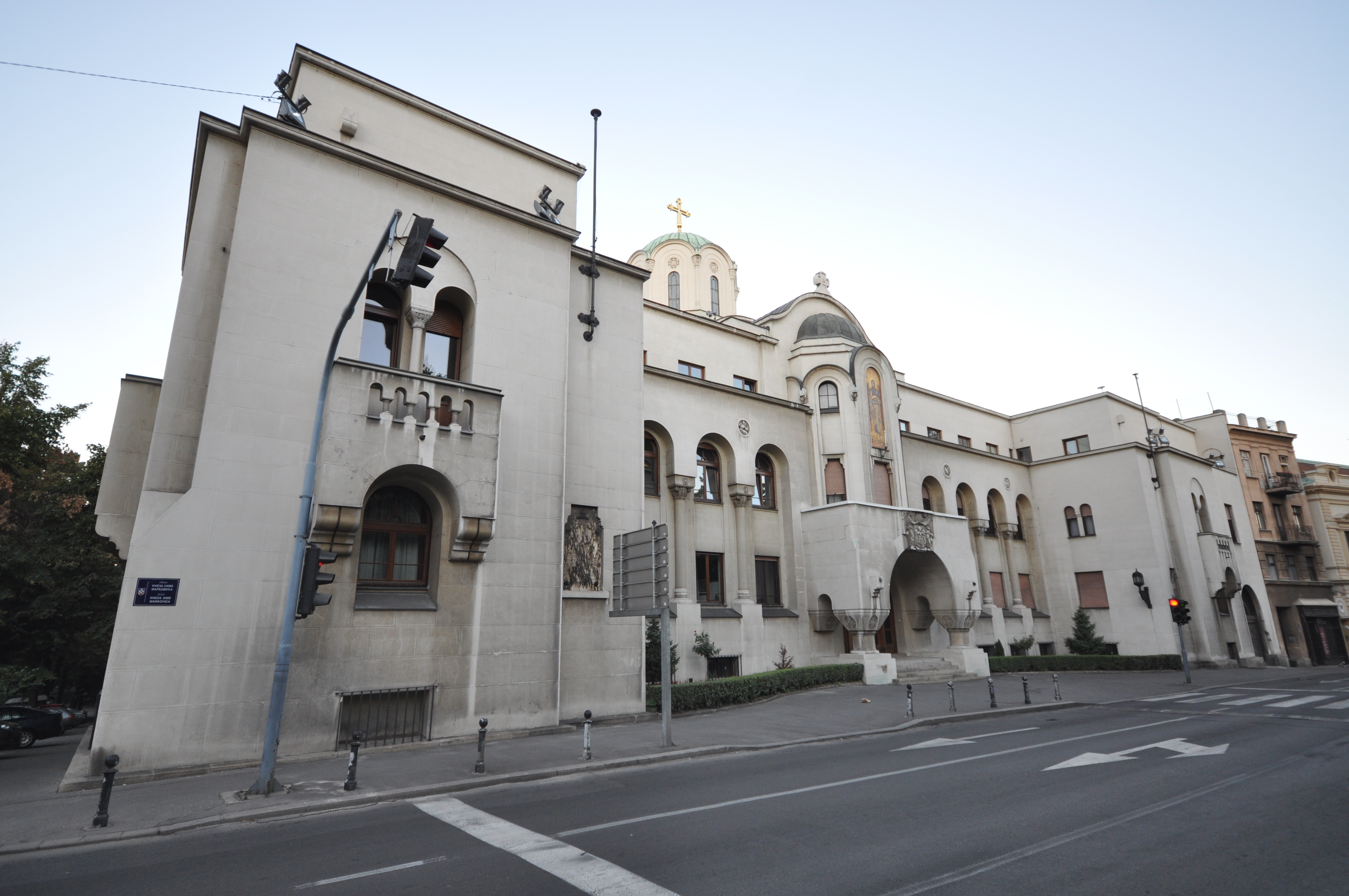
Будівля Сербського патріархату в Белґраді

Після війни церква була придушена комуністичним урядом Йосипа Броз Тіто, який сприйняв її з підозрою через зв'язки церкви з керівництвом періоду Королівства Югославії та націоналістичним четницьким рухом. За словами Дениса Бечировича, окрім ідеологічних розбіжностей Союзу комуністів Югославії з Церквою, на це негативне ставлення вплинув і той факт, що деякі священики під час війни підтримували четницький рух, який згадується в документах Комісії у справах релігій зазначено, що серед іншого, що більшість священиків під час війни підтримували рух Драголюба Міхайловича та співпрацювали з ним, і що церква поширювала «ворожу пропаганду» проти югославських партизанів та призначала осіб в адміністрації церковних установ, які були засуджені співпраці з окупантом. Поряд з іншими церковними установами всіх конфесій, церква підлягала суворому контролю з боку югославської держави, що забороняло викладання релігії в школах, конфісковувало церковне майно та знеохочувало релігійну діяльність серед населення.
У 1963 році Сербська церква серед діаспори була реорганізована, а єпархія для США та Канади була розділена на три окремі єпархії. У той же час у сербській діаспорі виникли деякі внутрішні розбіжності, що призвело до створення окремої «Вільної сербської православної церкви» за владики Діонісія. Відділ було зцілено в 1991 році, і в рамках об'єднаної Сербської православної церкви була створена Митрополія Нова Грачаниця.
Поступова загибель югославського комунізму та підйом суперницьких націоналістичних рухів протягом 1980-х років також призвели до помітного релігійного відродження по всій Соціалістичній Федеративній Республіці Югославії, не в останню чергу в Сербії. Сербський патріарх Павло підтримав опозицію Слободана Мілошевича в 1990-х.
З часу створення югославської федеральної одиниці «Демократична Македонія» (1944) комуністична влада обмежила діяльність церкви в цьому регіоні, виступаючи за створення окремої церкви. Православна церква Північної Македонії була створена в 1967 році, фактично як відгалуження Сербської православної церкви в тодішній Соціалістичній Республіці Македонія, як частина югославського прагнення до формування македонської національної ідентичности. Цьому серйозно противилася Сербська церква, яка не визнає незалежности церкви Північної Македонії.
Подібні плани щодо створення незалежної церкви в югославському федеральному підрозділі «Народна Республіка Чорногорія» також мали місце, але ці плани були введені в дію до 1993 року, коли було проголошено створення Православної церкви Чорногорії. Організація раніше не була зареєстрована юридично до 2000 р., не отримавши підтримки від східно-православної спільноти, і зуміла залучити лише меншість прихильників східних православних у Чорногорії.

#### Новітня історія
Югославські війни завдали серйозної шкоди кільком частинам Сербської православної церкви. Багато священнослужителів Сербської православної церкви підтримували війну, тоді як інші були проти неї.
Багато церков в Хорватії було пошкоджено або зруйновано під час хорватської війни (1991–95). Єпископи, священики та найбільш вірні єпархії Загреба, Карловаця, Славонії та Далмації стали біженцями. Останні троє міст були майже повністю покинуті після виселення сербів з Хорватії в 1995 році (операція «Буря»). Також єпархія Далмації тимчасово переїхала до Кніна після створення самопроголошеної протодержави Сербська Крайна. Єпархія Славонії переїхала з Пакраца до Дарувару. Після операції «Буря» два монастирі були особливо пошкоджені: монастир Крупа, побудований у 1317 році, та монастир Крка, побудований у 1345 році.
Через війну в Боснії та Герцеговині також були дислоковані єпархії Бихач та Петроваць, Дабар-Боснія та Зворник та Тузла. Престол єпархії Дабар-Боснія був тимчасово перенесений до Сокольця, а престол Зворнік-Тузла — до Бієліни. Під час війни було знищено або пошкоджено понад сотню об'єктів, що належать Церкві в Зворницько-Тузлівській єпархії. Також було знищено багато монастирів та церков у Загумльській єпархії. Численні вірні з цих єпархій також стали біженцями.
До 1998 року ситуація стабілізувалася в обох країнах. Духовенство та багато вірних повернулись; більшість майна Сербської православної церкви повернуто до звичайного користування, а пошкоджені та зруйновані майна відновлені. Процес відбудови кількох церков все ще тривав, особливо собор єпархії Верхньої Карловаці в Карловаці.
Через Косовську війну після 1999 р. численні сербські православні святі місця в провінції залишалися зайнятими лише духовенством. З часу прибуття військ НАТО у червні 1999 року 156 сербських православних церков та монастирів були пошкоджені або зруйновані. Після заворушень у Косово 2004 року 35 сербських православних церков та монастирів були спалені або зруйновані албанськими натовпами, а тисячі сербів були змушені переїхати з Косова через численні напади албанців на сербські церкви та сербів.
Процес реорганізації церков серед діаспори та повної реінтеграції Митрополії Нової Грачаниці був завершений з 2009 по 2011 рік. Тим самим була досягнута повна структурна єдність сербських церковних установ у діаспорі.

##### Відносини з Православною церквою України
Патріарх Сербський Іриней в інтерв'ю сербській газеті «Політика», опублікованому 27 січня 2019 року, відповідаючи на питання про можливість визнання Константинопольським паріархатом Православної церкви Північної Македонії і можливо також Православної церкви Чорногорії (обидві в Північній Македоній та Чорногорії виникли в результаті розпаду Соціалістичної Федеративної Республіки Югославія, і сербський патріарх побується їхнього визнання збоку Вселенського патріархату Константинополя) заявив:
|  | Сербська церква не визнає і не визнає легалізацію розколу в Україні, і особливо не визнає, якщо такі амбіції виявляться на її канонічній території. Те, що Константинополь зробив в Києві, матері руських міст, для Сербської Церкви мізерно. |

13 березня 2019 року стало відомо, що Синод Православної церкви Сербії не визнав Православну церкву України. За підсумками засідання Архиєрейського собору Сербської православної церкви 18 травня 2019 року було опубліковано прес-реліз, в якому Собор піддав критиці «невдалу спробу Константинопольського Патріархату» вирішити проблему церковного розколу на Україні без загальноправославних консультацій і діалогу з РПЦвУ і Московським патріархатом у цілому, а також знову підтвердив невизнання Православною церквою Сербії Православної церкви України. Як було зазначено вище, уже в березні 2019, канцелярія Архиєрейського синоду оголосила про невизнання єпископату Православної церкви України і її самої як автокефальної церкви, визначивши її як «проголошену, але з канонічної точки зору її нібито не існує, а на ділі насильно нав'язану, штучну „конфедерацію“ українських розкольницьких угруповань» і рекомендувала своєму єпископату і кліру утриматися від літургійного та канонічного спілкування не тільки з «паном Епіфанієм Думенком і його послідовниками», а й з архиєреями і кліриками, які мають з ними співслужіння і спілкування.
До соборних рішень окремі єпископи висловлювали думки, відмінні від офіційної позиції Православної церкви Сербії.
Православну церкву Сербії традиційно вважають сателітом Московського патріархату в Східній православній церкві. У січні 2020 року майбутній патріарх Сербський Порфирій в інтерв'ю сербській газеті Vecernje novosti заявив, що позиція Православної церкви Сербії щодо Православної церкви України залишається однозначною:
|  | Ми не визнаємо нерозкаяних українських розкольників членами церкви, не кажучи вже про нормальну автокефальну православну церкву. Переконаний, що спосіб вирішити це болюче питання в дусі святих канонів буде знайдене. |

Заступник голови відділу зовнішніх церковних зв'язків РПЦвУ протоієрей Микола Данилевич зазначив, що новообраний предстоятель Православної церкви Сербії є духовним чадом єпископ Бачського Іринея, який є одним з найбільш затятих супротивників визнання Православної церкви України.
Однак патріарх Сербський Порфирій не висловлюється проти автокефалії церкви України в принципі, а лише не погоджується з методами, якими вона надавалася.

## Прихильники
На підставі офіційних результатів перепису населення в країнах, що охоплюють територіальну канонічну юрисдикцію Сербської православної церкви (сербський автохтонний регіон Західних Балкан), є більше 8 мільйонів прихильників церкви. За переписом 2011 року православ'я є найбільшою єдиною релігійною вірою в Сербії, де проживає 6079 296 прихильників (84,5 % населення), а в Чорногорії — близько 320 000 (51 % населення). Це друга за величиною віра в Боснії та Герцеговині з 31,2 % населення та в Республіці Хорватії з 4,4 % населення. Дані про єпархії за кордоном (Західна Європа, Північна Америка та Австралія) невідомі, хоча деякі оцінки можна отримати на основі чисельности сербської діаспори, яка налічує понад два мільйони людей.

## Організація та структура
Глава Сербської православної церкви, патріарх, також виконує обов'язки глави (митрополита) Митрополії в Белґраді та Карловцях. Нинішній патріарх Порфирій був урочисто інтронізований 19 лютого 2021 року. Сербські православні патріархи використовують назву Його Святість Архиєпископ Пецький, митрополит Белґрадський і Карловецький, Патріарх Сербський.
Вищим органом церкви є Архиєрейський Собор. Складається з патріарха, митрополитів, єпископів, архиєпископа Охридського та єпископів-вікаріїв. Він збирається щорічно — навесні. Священне зібрання єпископів приймає важливі рішення для церкви і обирає патріарха.
Виконавчим органом Сербської православної церкви є Священний Синод (сербохорв. Sveti arhijerejski sinod, Свети архијерејски синод). До його складу входять п'ять членів: чотири єпископи та патріарх. Священний Синод опікується повсякденною роботою церкви, регулярно проводячи збори.

Єпархії Православної церкви Сербії в сербському автохтонному регіоні Західних Балкан

### Територіальна організація
Територія Сербської православної церкви поділена на:
- 1 патріархальна єпархія, яку очолює Сербський патріарх
- 4 єпархії, які є почесними митрополіями, очолювані митрополитами
- 35 єпархій, очолюваних єпископами
- 1 автономне архиєпископство, очолюване архиєпископом, Охридське автономне архиєпископство. Далі вона поділяється на 1 єпархію на чолі з митрополитом та 6 єпархій на чолі з єпископами.

Далі єпархії поділяються на єпископські благочинні, кожна з яких складається з декількох церковних зборів або парафій. Церковні збори складаються з однієї або декількох парафій. Парафія — це найменша церковна одиниця — причастя православних вірних, які збираються під час Святої Євхаристії з парафіяльним священиком на чолі.

#### Автономна Охридська архиєпископія
Автономна Охридська архиєпископія або Православна Охридська архиєпископія є автономним архиєпископством у Північній Македонії під юрисдикцією Сербської православної церкви. Вона була утворена в 2002 році на противагу Православній церкві Північної Македонії, яка мала подібні стосунки із Сербською православною церквою до 1967 року, коли вона в односторонньому порядку оголосила себе автокефальною. Ця архиєпископія розділена на одну митрополію, Скоп'є, та шість єпархій Брегальніця, Дебар і Кічево, Полог та Куманово, Преспа та Пелагонія, Струміця та Велес та Повардар'є.

## Вчення і літургія

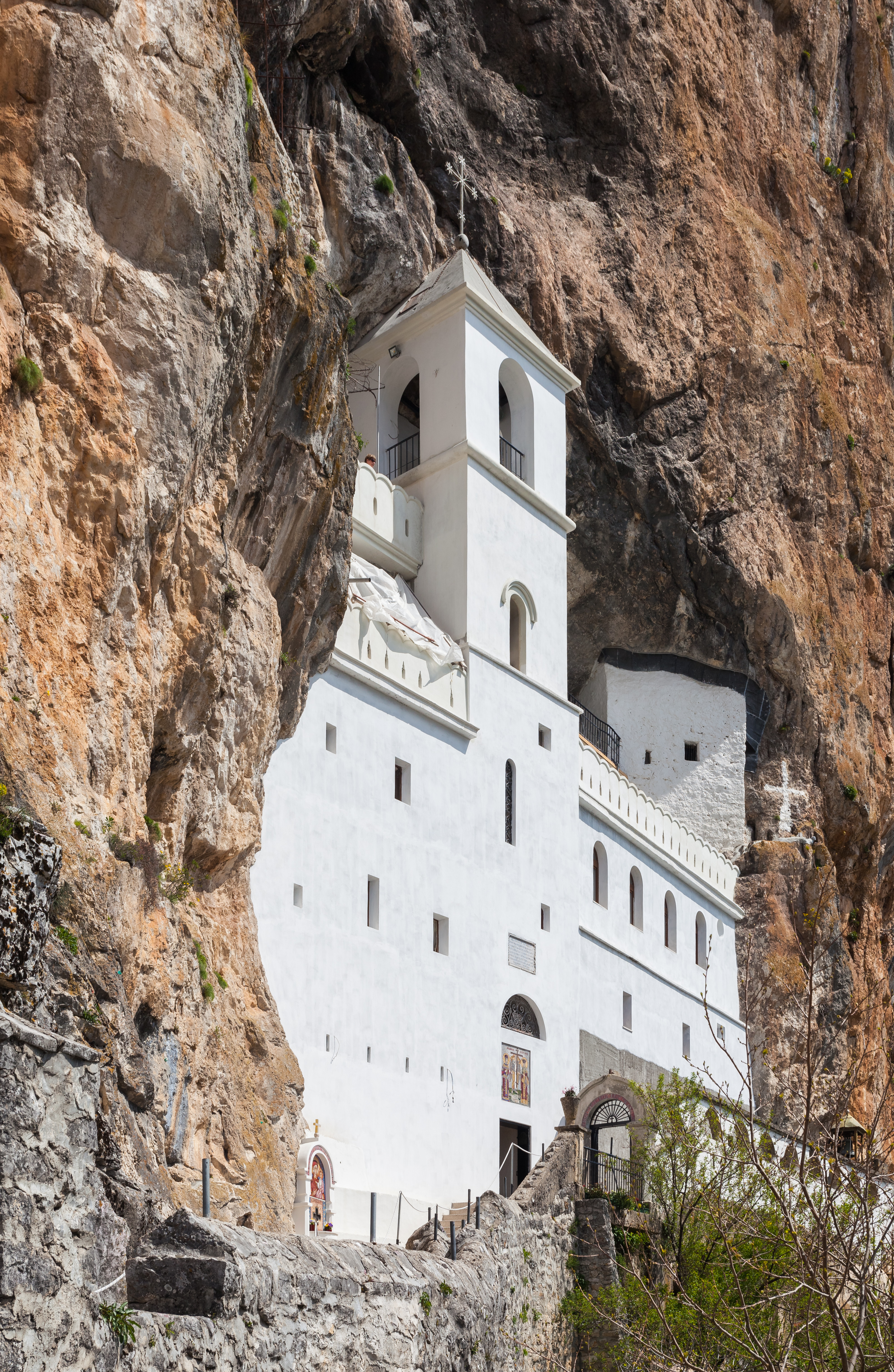
Острозький монастир, відоме місце паломництва в Чорногорії

Православна церква Сербії використовує східну православну теологію, яку поділяють усі Східні православні церкви і базується на доктринальних досягненнях Семи Вселенських соборів. Для нього характерні монотеїстичний тринітаризм, віра у Боговтілення Логосу (Сина Божого), балансування катафатичного богослов'я з апофатичним богослов'ям, герменевтика, визначена Святим Переданням, і терапевтична сотеріологія. У галузі організації та управління церквою Православна церква Сербії підтримує традиції та принципи східної православної еклезіології.
Літургійні традиції та практики Сербської православної церкви базуються на східно-православному богослужінні. Таїнства не може належним чином проводити одна особа, але повинна бути присутнім принаймні одна особа. Зазвичай всі богослужіння проводяться щодня лише в монастирях та соборах, тоді як парафіяльні церкви можуть робити богослужіння лише у вихідні та великі святкові дні. Божественна Літургія — це звершення Євхаристії. Божественна Літургія не відправляється в будні протягом підготовчого сезону Великого посту. Причастя освячується по неділях і розподіляється протягом тижня на Літургії Предосвячених Дарів. Служби, особливо Божественну літургію, можна здійснювати лише раз на день на певному вівтарі.
Ключовою частиною сербської православної релігії є Слава, свято Святого покровителя Церкви Сербії, який є першим сербським архиєпископ.

### Соціальні питання
Сербська православна церква підтримує традиційні погляди на сучасні соціальні проблеми, такі як відокремлення церкви від держави (було зроблено після скасування монархії в 1945 р.) та соціальна рівність. Оскільки всі форми священства зарезервовані лише для чоловіків, роль жінки в адміністрації церкви все ще обмежена певною діяльністю, головним чином у галузі релігійної освіти та релігійного мистецтва, включаючи участь у різних формах благодійної діяльности.

### Міжхристиянські відносини
Сербська православна церква знаходиться в повному євхаристійному спілкуванні з Вселенським патріархатом Константинополя (який займає особливе почесне місце у Східному православ'ї та користується статусом Primus inter pares, тобто першого серед рівних) та зі всіма іншими помісними автокефальними одиницями Східної православної церкви, за винятком Православної церкви України. Православна церква Сербії є членом Всесвітньої ради церков з 1965 р. та Конференції європейських Церков.

## Мистецтво

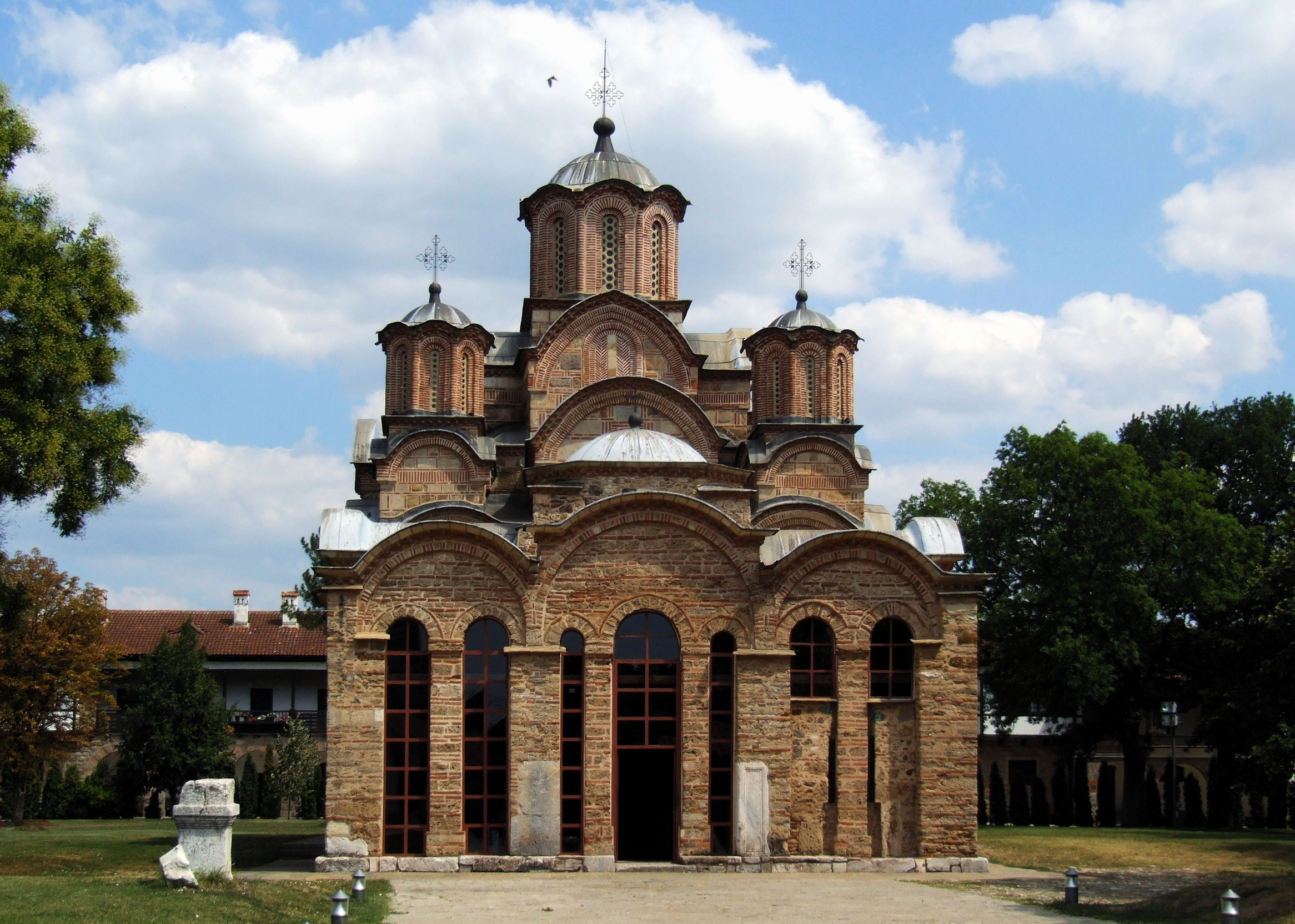
Приклад сербо-візантійського стилю в монастирі Грачаниця (Світова спадщина)

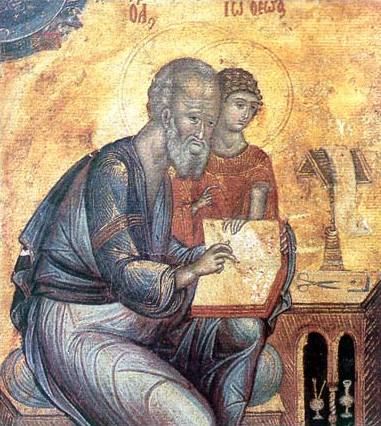
«Портрет євангеліста», мініатюра з Радославського Євангелія (1429)

### Архітектура
Сербські середньовічні церкви будувались у візантійському дусі. Рашський стиль відноситься до сербської архітектури з XII до кінця XIV століття (Студениця, Хіландар, Жича). Типовий стиль Вардал був розроблений наприкінці XIII століття, поєднуючи візантійський та сербський впливи, щоб сформувати новий архітектурний стиль (Грачаниця, Пецький Патріарший монастир). До часів Сербського царства сербська держава розширилася над Македонією, Епіром та Тессалією аж до Егейського моря, що призвело до сильнішого впливу візантійських мистецьких традицій. Стиль Морава відноситься до періоду падіння Сербії під Османську імперію, з 1371 по 1459 рік (Раваніца, Любостіня, Каленіч, Ресава).
Протягом XVII століття багато сербських православних церков, побудованих у Белґраді, набули всіх характеристик церков бароко, побудованих в окупованих Габсбургами регіонах, де проживали серби. Зазвичай церкви мали дзвіницю та однокорпусну будівлю з іконостасом усередині церкви, покриту розписами у стилі ренесансу. Ці церкви можна знайти в Белґраді та Воєводині, які були окуповані Габсбурзькою Монархією з 1717 по 1739 роки (пізніше Австро-Угорською імперією) через річки Сава та Дунай з 1804 року, коли сербська державність була відновлена.

### Ікони
Ікони рясніють симболікою, призначеною для передачі набагато більшого значення, ніж просто особистість зображеної особи, і саме з цієї причини православна іконографія стала вимогливою наукою копіювання старих ікон, а не можливістю художнього вираження. Особистих, своєрідних та творчих традицій західноєвропейського релігійного мистецтва значною мірою бракувало східноправославної іконографії до XVII століття, коли російський та сербський іконопис були під впливом релігійних картин та гравюр з Європи.
Великі ікони можна прикрасити стіни церков і часто повністю закривають внутрішню конструкцію. У православних будинках часто також висять ікони на стіні, як правило, разом на східній стіні та в центральному місці, де сім'я може спільно молитися.

## Знак розрізнення
Сербський триколор із сербським хрестом використовується як офіційний прапор Православної церкви Сербії, що визначено у статті 4 Статуту церкви.
Існує ряд інших неофіційних варіантних прапорів, деякі із варіаціями хреста, герба або обох.

## Критика
Протягом багатьох років Сербська православна церква була об'єктом різноманітних дорікань. Досітей Обрадович також критикував релігійне життя в Сербії у своїй праці «Ради здорового глузду», вперше опублікованій у Лейпцигу в 1784 році.
Ради здорового глузду містять п'ять розділів, три трактати з етики — про кохання, чесноту та пороки — і два автобіографічно засновані есе, в яких він представив цікаву інформацію про свою літературну діяльність і далі розвинув практичну сторону свого просвітницького вчення. Книга є критикою сербського народного та церковного життя з просвітницьких позицій. Вона містить вибрані думки та поради вчених людей, перекладені різними мовами. У Радах здорового глузду Досітея сказано:
|  | Набагато краще дати розумну та корисну книгу, за ціну якої перекласти та надрукувати нашою мовою, ніж будувати дванадцять дзвіниць і вішати у всіх великі дзвони! Книги, брати мої, книги, а не дзвони та прапори! |

Історик Мілорад Томанич стверджує, що завдяки завойовницьким війнам короля Стефана Душана Сербія стала імперією, а отже Сербська церква — патріархатом:
|                   | Сербська церква також була створена, зміцнена і розширена на людській крові, головним чином діями трьох найвидатніших представників династії Неманичів: Стефана Неманичі, короля Мілутіна та царя Душана ... І нарешті, без завоювання та насилля короля Душана, якого справедливо називали Могутнім, без спалених міст і сіл, без «зарізаних ший» греків та албанців, ні Душан не міг проголосити себе королем, ані Сербська Церква не могла стати патріархатом. Як би жорстоко це не звучало, висновок однозначний: Сербська церква, як і всі інші християнські церкви, була заснована, зміцнена (розправа над Богомилами) і розширена, тобто піднята до патріархального рівня (страждання греків та албанців), на крові людей. |
| — Мілорад Томанич | |

Він особливо критикує роль Сербської православної церкви в югославських війнах та їх лицемірне ставлення до певних гріхів:
|                   | Протягом 90-х років ні Парламент, ні Синод Сербської Православної Церкви не рекомендували жодним сербським православним священикам не причащати тих, хто вчинив тяжкі злочини, крадіжки та зґвалтування під час боїв у Хорватії, Боснії та Герцеговині та Косово. Але тому вони порадили духовенству відмовляти у причасті гінекологам, акушеркам і, звичайно, жінкам і дівчатам, які вирішили зробити аборт. |
| — Мілорад Томанич | |

Томанич заявив, що порядок слів у назві «Сербська православна церква» повністю відображає порядок цінностей, який панує в Сербській православній церкві, тобто, що сербство — це на першому місці, потім православ'я, і лише наприкінці, якщо для нього щось залишається, християнство, як спільна віра з іншими церквами.
Доктор Данило Радоєвич критикує Сербську православну церкву за намагання утримати територію Чорногорії в межах своєї юрисдикції навіть після розпаду Союзної Республіки Югославії та Союзої держави Сербії та Чорногорії незважаючи на те, що Чорногорія вже тоді мала суверенне міжнародне становище.

### Ченці
Пісня ченця Джуро Якшича була написана близько 1877 року. Пісня критикує життя тодішнього ченця в монастирях Сербської православної церкви. Пісня ченця прикрашає всі антології недавньої сербської лірики. Через цю пісню Якшич став ненависним серед деяких членів Сербської православної церкви. Його погруддя було вилучено з воріт монастиря Ліпар поблизу Крагуєваця на прохання архимандрита Сави, який вважав, що йому не місце в брамі монастиря, оскільки «Джура був розпусником і язичником». Пізніше бюст був знайдений на міському звалищі. Після його повернення до монастиря, погруддя згодом знову зняли. Сава кілька разів викидав бюст у смітник, і поліція повертала його.

## Законодавство
Закон про церкви та релігійні громади Республіки Сербія, прийнятий у 2006 році, у пункті статті 11 Сербської православної церкви зазначено:
|                                                           | Сербська православна церква визнана своєю наступністю з юридичною суб'єктивністю, набутою на основі проєкту про духовну владу (рішення Національних зборів Князівства Сербія від 21 травня 1836 р.) та закону про Сербську православну церкву (офіційний Бюлетень Королівства Югославія, No 269/1929). Сербська православна церква відіграє виняткову історичну, державотворчу та цивілізаційну роль у формуванні, збереженні та розвитку ідентичности сербського народу. |
| — Закон про церкви та релігійні громади Республіки Сербія | |